# Armand Cacheux
Armand Cacheux, né à Genève le 26 septembre 1868 et mort le 27 novembre 1965 à Bernex, est un graveur et peintre suisse. Il est le grand-père du peintre François Cacheux.

## Œuvre
Armand Cacheux a produit des peintures, des gravures sur bois et des dessins publicitaires et de mode, également de l'illustration, des affiches et des ex-libris. 
Après des études à l’École des beaux-arts de Genève (élève de Barthélemy Menn et de Hugues Bovy) et à l'École des arts industriels de Genève. Il a séjourné à Paris de 1890 à 1902. En 1903, il se marie avec Catherine Florentine Lucienne Chasteau (1872-1942), journaliste, critique d'art et écrivaine qui a publié sous le pseudonyme de Lucienne Florentin  entre 1909 et 1941 pour le quotidien La Suisse à Genève. Il a fait des voyages en Allemagne, Angleterre et Italie. Il peint des portraits, des nus, des scènes de genre et des paysages. Dès 1903, il est professeur à l'École des arts industriels à Genève. 

## Expositions

### Expositions collectives
Il a participé aux expositions nationales suisses à Zurich, 1896, 1908, 1912, 1917, 1922, 1928, 1931, 1936, 1941, 1946. Exposition au Kunsthaus de Zurich en 1915, au Salon d'Automne de Paris en 1921, à Aarau, Saalbau Aarau, 1923, à Genève, 1909, au Musée de l'Athénée, 1970,.

### Expositions personnelles
- 1926 : Musée, Genève
- 1949 : Musée Rath, Genève, du 7 au 29 mai 1949[10]

## Collections publiques
Œuvres acquises par les musées d'Aarau (Musée des beaux-arts d'Argovie) (Mère et enfant, 1917) et de Genève (Musée d'art et d'histoire de Genève) (Femme couchée sur un divan, 1906 ; Mère allaitant son enfant, 1912 ; Femme en jaune: portrait de Madame Cacheux, 1938 ; Deux lutteurs, avant 1894, gravure sur bois, Cabinet d'arts graphiques des Musées d'art et d'histoire, Genève ; Vagabond sur un mulet, avant 1894, gravure sur bois, Cabinet d'arts graphiques des Musées d'art et d'histoire, Genève ; Femme enceinte, 1894, gravure ; Portrait de Mlle Amann, 1905, gravure). Affiches à la Bibliothèque de Genève (Cercle des arts et des lettres, Escalade, mercredi 19 décembre 1906, menu ; Cercle des arts et des lettres, Escalade 1908).